# Neostege holoxutha
Neostege holoxutha is een vlinder uit de familie grasmotten (Crambidae). De wetenschappelijke naam van deze soort is voor het eerst voorgesteld door George Francis Hampson in een publicatie uit 1910.

## Verspreiding
De soort komt voor in Zambia en Zimbabwe.

## Waardplanten
De rups leeft op soorten van het geslacht Grewia (Malvaceae).